# Élodie Thomis
Élodie Thomis (ur. 13 sierpnia 1986 w Colombes) – francuska futbolistka, napastniczka, reprezentantka kraju. Zadebiutowała 6 czerwca 2005 w meczu przeciwko Włochom, rozgrywanym w ramach turnieju finałowego Mistrzostw Europy.
Zawodniczka Olympique Lyon.